# Max Eichin
Max Eichin (* 22. April 1903 in Lörrach; † 6. Februar 1990 in Ettlingenweier, Stadt Ettlingen) war ein deutscher Maler und Bildhauer.

## Leben und Werk
Eichin begann 1923 seine Ausbildung an der Allgemeinen Gewerbeschule in Basel als Bildhauer. Ab 1926 besuchte er an der Badischen Landeskunstschule in Karlsruhe die Malklasse von Karl Dillinger, ab 1928 wurde er Meisterschüler bei Hermann Goebel.
1940 wurde er zum Militärdienst einberufen und nahm am Krieg gegen die Sowjetunion teil. Er geriet in sowjetische Kriegsgefangenschaft, aus der er 1947 entlassen wurde. Zahlreiche Reisen nach Italien, Frankreich und Spanien inspirierten ihn zu vielfältigen Landschaftsaquarellen und Ölbildern. Die Parisbilder und die Landschaften aus der Pfalz lassen den Einfluss der französischen Malerei, wie sie etwa über Hermann Goebel, Karl Dillinger und Wilhelm Schnarrenberger an der Karlsruher Akademie Eingang gefunden hatte, erkennen.
Eine Reise nach Marokko hat den Künstler nachhaltig beeinflusst. Die spezifischen Farben und Lichtverhältnisse in der Sahara haben ihn zu mehrfachen Werken mit dem Wüstenthema angeregt. In den 1960er Jahren entstanden wieder mehr bildhauerische Arbeiten, u. a. eine Bronzebüste von Johann Peter Hebel im gleichnamigen Park in Lörrach (1970). 1985 hat er im Auftrag der Stadt Ettlingen eine Brunnenplastik „Wasserträgerin“ gefertigt.
1953 beteiligte Eichin sich in der DDR mit drei Bildern an der Dritten Deutschen Kunstausstellung in Dresden.